# Saint-Pierre-du-Lorouër
Saint-Pierre-du-Lorouër ist eine kleine französische Gemeinde im Arrondissement La Flèche im Département Sarthe in der Region Pays de la Loire. Sie gehört zum Kanton Montval-sur-Loir, liegt zwischen den Städten Le Mans (37 km entfernt) und Tours (52 km) und ist neun Kilometer von Le Grand-Lucé entfernt. Im Südwesten grenzt der 55 km² große Forêt de Bercé an das Gemeindegebiet.
Saint-Pierre-du-Lorouër litt stark unter der Landflucht. Hatte das Dorf 1962 noch 496 Einwohner, so waren es 1990 nur noch 301. Seitdem ist die Einwohnerzahl wieder leicht gestiegen und liegt bei 363 Einwohnern (Stand 1. Januar 2022).
Zur neuen Bürgermeisterin wurde am 3. Januar 2025 Frau Èvelyne Branchu gewählt. Vorherige Bürgermeisterin war Frau Catherine Trappler. Sie wurde am 28. Juni 2020 zur Bürgermeisterin gewählt und trat ihr Amt am 3. Juli 2020 an. Anfang Dezember 2024 reichte sie ihr Rücktrittsgesuch aus gesundheitlichen Gründen ein. Sie war Nachfolgerin von Noël Leroux, der seit 2014 amtierte. Von 2008 bis 2014 hatte Didier Vérité das Amt inne, davor Philippe Papin, der früher für die grüne Partei Les Verts kandidierte, später aber parteilos war (divers gauche).

## Sehenswürdigkeiten

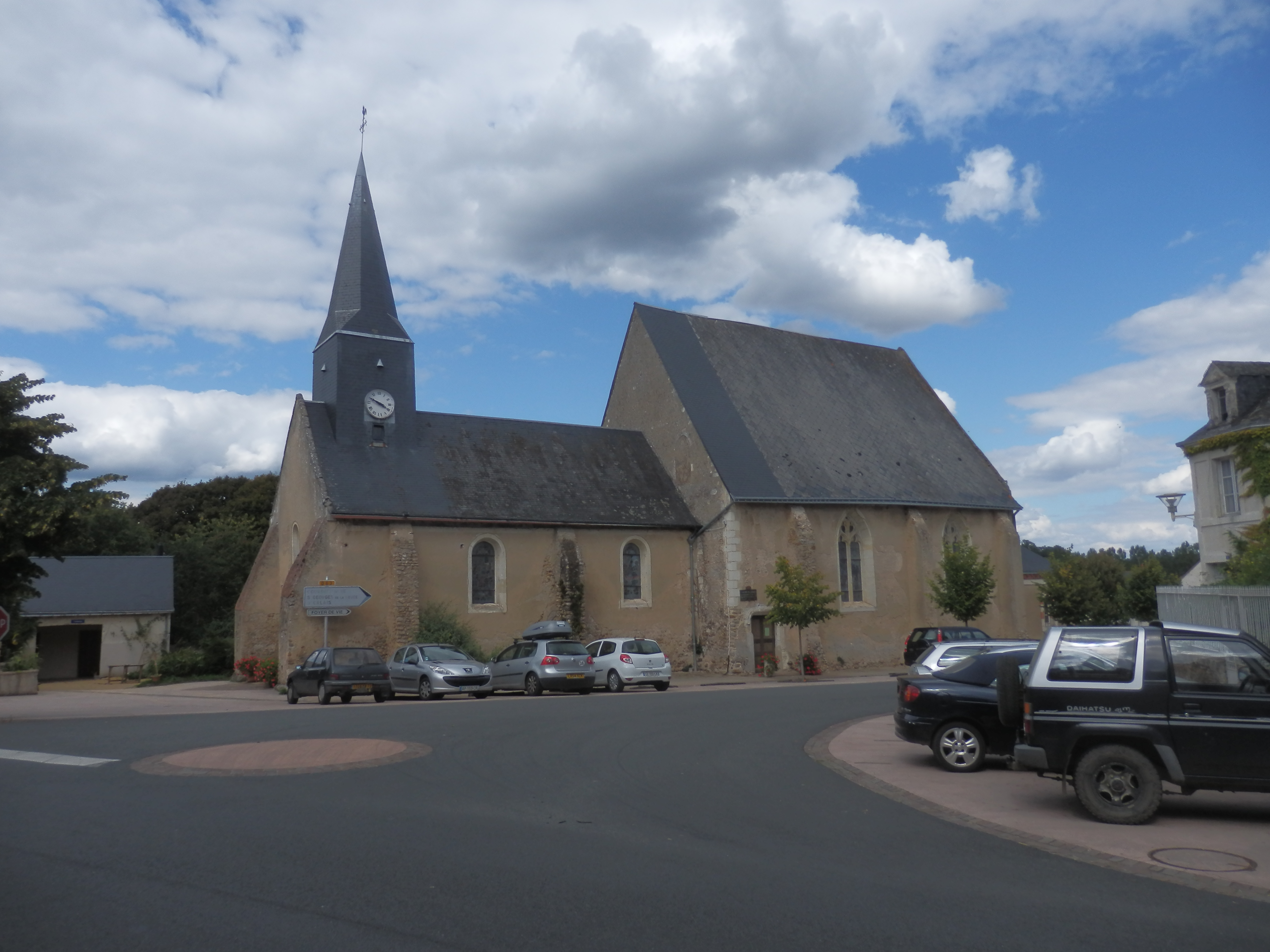
Kirche Saint-Pierre

Die Kirche von Saint-Pierre-du-Lorouër stammt wahrscheinlich ursprünglich aus dem 11. oder 12. Jahrhundert und wurde bis ins 16. Jahrhundert baulich verändert. Bemerkenswert sind die Wandmalereien aus dem 13. Jahrhundert (Das Begräbnis des Renaud).